# Andor Szende
Andor Szende (Budapest, 14 aprile 1886 – Budapest, 22 maggio 1972) è stato un pattinatore artistico su ghiaccio ungherese, specializzato nel singolo.

## Palmarès
| Evento               | 1910 | 1911 | 1912 | 1913 | 1914 | 1922 |
| -------------------- | ---- | ---- | ---- | ---- | ---- | ---- |
| Campionati mondiali  | 3°   | 4°   | 3°   | 3°   | 5°   |      |
| Campionati europei   |      | 5°   |      | 2°   |      |      |
| Campionati ungheresi |      | 1°   | 1°   |      | 1°   | 1°   |